# Gbalet Sport de Buyo
Maillots
Le Gbalet Sport est un club ivoirien de football basé à Buyo.